# 군산수산전문대학
군산수산전문대학(群山水産專門大學)은 1992년까지 대한민국 전라북도 군산시에 있었던 국립 전문대학이었다.
개교한지가 30주년인 1992년, 군산대학교에 통합되어 군산대학교 수산대학으로 승격된 후, 군산대학교 소룡동 캠퍼스로 자리를 잡았다. 다만, 현재는 사용하고 있지 않으며, 소룡동 캠퍼스의 모든 시설은 현재의 국립군산대학교로 이전되었다. 한편 소룡동 캠퍼스 부지에는 현재 전북외국어고등학교가 들어섰다.

## 역사
- 1962년 : 공립군산수산초급대학 설립
- 1966년 : 군산수산고등전문학교로 교명 변경
- 1971년 : 국립으로 이관
- 1975년 : 군산수산전문학교로 교명 변경
- 1979년 : 군산수산전문대학으로 교명 변경
- 1992년 : 군산대학교와 통합으로 인해 폐교

## 참고 자료
- 군산수산전문대학 - 브리태니커 백과사전 (다음백과 미러)